# George Dowty
Sir George Herbert Dowty (27 de marzo de 1901 – 2 de diciembre de 1975) fue un inventor y hombre de negocios inglés.

## Primeros años
Dowty nació en Pershore, Worcestershire en 1901. Fue enviado a la Royal Grammar School Worcester después de perder su ojo derecho a los 12 años haciendo fuegos artificiales.
Abandonó en 1916 para trabajar como aprendiz de Heenan & Froude en una fábrica en Worcester. Más tarde se trasladó a Cheltenham para convertirse en un delineante de la misma empresa. En 1918 se trasladó a la empresa de transporte aéreo británico British Aerial Transport Company en Londres. Luego se unió a la oficina de diseño de la A. V. Roe & Company enHamble cerca de Southampton. En 1924 se fue a la Gloster Aircraft Company, donde trabajó en el diseño del tren de aterrizaje.

## Equipamiento aeronáutico
En 1931 estableció su propia empresa en Cheltenham de fabricación de equipos de aviación: para este propósito, alquiló una fábrica y compró Arle Court en Cheltenham. Dowty inventó la primera rueda de avión con resortes internos (utilizada en el Gloster Gladiator) y cuando estalló la Segunda Guerra Mundial, la compañía era conocida como Dowty Aviation y estaba fabricando los sistemas hidráulicos en aviones en Gran Bretaña, Canadá y Estados Unidos. Su equipo también se utilizó en los aviones supersónicos Concorde.

## Ralentizador Dowty
También inventó el "Dowty retarder" (ralentizador o retardador Dowty) para usar en patios de clasificación ferroviaria. Se trata de un dispositivo hidráulico que regula la velocidad de los vagones a medida que ruedan por una vía inclinada. Los dispositivos están diseñados para una velocidad específica, configurada en la fábrica. Si el vagón de ferrocarril está por debajo de la velocidad establecida, el dispositivo no ofrece resistencia. En cambio, si la velocidad del coche o vagón es igual o mayor que la configuración de velocidad, se activa una válvula interna para proporcionar resistencia a la rueda, lo que reduce la velocidad del automóvil. Esto mantiene a los vagones rodando dentro de un rango de velocidades relativamente estrecho.

## Familia
Su primera mujer fue Edith  Dowty. En 1948 se casó con Marguerite Anne Gowans.  Murió el 24 de marzo de 2012, a los 87 años.